# 珠斯花街道
珠斯花街道，是中华人民共和国内蒙古自治区通辽市霍林郭勒市下辖的一个乡镇级行政单位。

## 行政区划
珠斯花街道下辖以下地区：
中兴社区、哲南社区、创业社区和绿环社区。